# Despina (astronomia)
Despina o Nettuno V  è il terzo satellite naturale di Nettuno in ordine crescente di distanza dal pianeta.

## Scoperta
Fu scoperto nel 1989 dall'astronomo statunitense Stephen Synnott grazie alle immagini inviate a Terra dalla sonda Voyager 2, che sorvolò il pianeta ed il suo sistema di satelliti prima di dirigersi verso lo spazio interstellare. La sua scoperta fu resa nota dall'Unione Astronomica Internazionale il 2 agosto 1989 (IAUC 4824), menzionando che si basava su immagini prese nel corso di cinque giorni, implicando una data di scoperta anteriore al 28 giugno.
Inizialmente denominato S/1989 N3, il satellite è intitolato alla ninfa Despina, figlia di Poseidone e di Demetra secondo la mitologia greca. La denominazione definitiva fu assegnata il 16 settembre 1991.

## Parametri orbitali
L'orbita di Despina, trovandosi al di sotto dell'orbita poseidosincrona, è fortemente instabile; le forze mareali indotte dalla vicinanza al gigante gassoso ne stanno provocando un graduale decadimento, che porterà alla disintegrazione del satellite e alla formazione di un nuovo anello planetario, o all'impatto di Despina con Nettuno.

## Caratteristiche fisiche
Il diametro del satellite è di circa 152 km. 
Despina presenta un aspetto fortemente irregolare e non mostra traccia di attività geologica. Si è probabilmente formato dall'accrezione dei frammenti di uno dei satelliti originari di Nettuno, che era stato distrutto dalle perturbazioni gravitazionali innescate da Tritone subito dopo la cattura del satellite in un'orbita inizialmente molto eccentrica.

## Parametri orbitali
L'orbita di Despina si trova in prossimità, ma al di fuori dell'orbita di Talassa e appena al di fuori dell'anello Le Verrier e agisce da satellite pastore.
Poiché il satellite si trova al di sotto del raggio dell'orbita sincrona, sta lentamente spiraleggiando a causa della decelerazione causata dalla forza di marea e probabilmente terminerà la sua esistenza andando a impattare contro l'atmosfera di Nettuno, o frammentandosi nel sistema di anelli dopo aver superato il limite di Roche a causa delle forze mareali.